# ソフトウェア・シンセサイザー
ソフトウェア・シンセサイザー（software synthesizer）とは、コンピュータ上でシンセサイザー機能を提供するソフトウェアである。広義にはCPUによって音信号を合成するソフトウェアすべてを指すが、狭義には歴史的に専用ハードウェアで提供されてきた楽器用シンセサイザーの発音回路をコンピュータソフトウェアによってデジタル信号処理で再現したもの、およびその楽器としての類型を指す。
短縮してソフトシンセ（soft synth）、実体がないためヴァーチャルシンセ（virtual synth）などと呼称されることもある。なお「ソフトシンセサイザ（SOFTSYNTHESIZER）」はヤマハの登録商標（登録日本第4026952号）である。

## 歴史

### 1950年代
1957年、ベル研究所のマックス・マシューズ (Max Mathews)が開発した音響処理プログラム「MUSICシリーズ」が、ディジタル・シンセサイザー および ソフトウェア音源 の元祖とされている。当時はコンピュータの性能が不充分でリアルタイム処理は不可能だったが、後継プログラムはMITをはじめとする各地のコンピュータセンタに広がり、音響合成や音響処理の研究開発に使用された。
現在オープンソースで入手可能な Csound, CMix, CMusic, SAOL等も、このMUSICシリーズの子孫にあたる。

### 1960年代
1967年、スタンフォード大学のジョン・チューニング (John Chowning)は、MUSIC IV上でFM合成手法を発見した(論文発表は1973年)。この方式は後にハードウェア化され、NED シンクラビア、ヤマハ GS-1、DXシリーズ等で製品化された。
1969年、イギリスのElectronic Music Studios (EMS)は、電子音楽スタジオの機器のパラメータ管理・制御用にミニコン2台(DEC PDP-8)を導入し、世界初のディジタル制御スタジオ・システム EMS MUSYS III を構築した。このシステム(もしくは1972年前後の DOB (Digital Oscillator Bank))の上で、世界初のサンプリング楽器が実現されたと考えられている。

### 1970年代
1970年代、ギリシャ出身の現代音楽作曲家ヤニス・クセナキスは、UPICと呼ばれる図形入力式のコンピュータ楽器の開発をCEMAMu（スマミュ、現在の名称はCCMIX）で行い、1977年に開発完了した。UPICの基本アイデアは、タブレットで図形を描くと それをソノグラムと解釈して音を合成する方式で、同様な楽器は1990年代にMetaSynthとして製品化された他、オープンソースでもIanniXが開発されている。クセナキスはこの他、グラニュラー・シンセシスの提唱者としても著名であり、現在でもエレクトロニカ分野に多大な影響を残している。
1973年頃ダートマス大学のキャメロン・W・ジョーンズ、シドニー・アロンゾ、教授で作曲家のジョン・アップルトンらは、モーグ・シンセサイザーに強い影響を受け、大型コンピュータを活用したディジタルシンセ「ダートマス・ディジタル・シンセサイザー」の開発を開始した。 1975年には高価な大型コンピュータに代わる専用プロセッサ「ABLEコンピュータ」を開発し、ニュー・イングランド・ディジタル社(NED)を設立して製品販売を開始した。その後、遅くとも1977年にはシンクラビアIを発売し 、1979年にはシンクラビアIIを発売して、FM合成やシーケンサー機能の他、サンプリング機能や分析/再合成機能も提供した。
1975年オーストラリアのキム・ライリーとピーター・ヴォーゲルは、独自にディジタル・シンセの開発を決意してフェアライト社を設立し、ホビーストの手による2CPU構成のマイコン制御シンセの権利を譲り受けて、初期の開発を開始した。その後1975-1977年の初期モデルQasar I/II/M8を経て、1979年フェアライトCMIを発売した。イギリスでは著名ミュージシャン・コミュニティとのコネクションを活用した一括売り込みが功を奏し、サンプリング音楽の一大ブームを巻き起こした。なおサンプリング機能は開発の早い時期から利用可能だったが、開発者はモデリング合成にこだわっていたため、開発が難航して発売時期が遅れたと言われている。

### 1980年代
1980年代中頃、MITのBarry VercoeはMUSICの子孫にあたるCsoundの開発を開始し、非リアルタイム音響合成を提案した。

1986年頃、Palm Products GmbH (P.P.G.)が展示会に参考出品した 一体型スタジオ・システム「P.P.G. リアライザー」(P.P.G. Realizer)は、シーケンサやHDレコーダといったDAW機能の他に、音源としてヴィンテージシンセ(minimoog, DX7)のソフトウェア・シミュレーション機能を含んでいた。しかし1987年P.P.G.の倒産により製品化されず、その基本アイデアは後継のウォルドルフ (Waldorf Electronics GmbH)や提携先DAWソフト会社スタインバーグに引き継がれ、後にVST環境として実現された。
1980年代後期、デジデザイン社はハードウェア・サンプラーを併用する方式の Softsynth、Turbosynthを発売した。Softsynthは倍音加算合成とFM合成を搭載、Turbosynthはグラフィカルな音色合成アプリケーションで、いずれもMac上で波形を合成後、ハードウェア・サンプラーにMIDI転送して演奏するセミ・リアルタイム処理だった。

1980年代末期、作曲支援ソフトウェアの一機能としてPCMソフトシンセ機能を提供する製品も登場したが(例: Bogas Productions社のSuper Studio Session等)、その音質水準は収録に耐えるレベルではなかったため、多くの場合、作曲時に便宜的に使用されるに留まった。

### 1990年代
1990年代中期～後期、汎用CPUの性能が向上し、一般向けPC上で「リアルタイム音響合成」が充分可能となり、ソフトウェア・シンセサイザーの製品や規格が相次いで登場した。
1993年、インテルはCOMDEX基調演説で、PC用ソフトウェア・シンセサイザーのデモを行った(i486用)。その後インテルはソフトウェア開発から手を引いたが、同開発を行ったSeer Systems社はプロフェット5の設計者デイヴ・スミスを社長に迎え、1996年Sound Blaster AWE64製品に WaveSynth を提供 (Waveguide物理音源/プリセット)、1997年本格的シンセサイザー音源「Reality」を発売、複数の合成方式による高品位な音作りを低負荷で実現した。

1994年QuickTime Musical Instrumentsが登場、1995年フリーソフトのTimidty等が登場し、PC上でソフトウェア・シンセサイザーが実用となった事を多くの人が確認する契機となった。
1996年、スタインバーグ社はスタジオ環境をソフトウェア上で実現するVSTプラグイン規格を発表、まずはソフトウェア・エフェクターが音楽製作の世界で実用化され始めた。
同年には、折からのアナログシンセ・ブームに乗って d-lusion社のRubberduck 、プロペラヘッド・ソフトウェア社のReBirth RB-338、Linux上のUltraMaster Juno 6等々が相次いで登場し、ハードウェアの代替としてソフトシンセが実用化され始めた。
1998年プロペラヘッド・ソフトウェア社は、アプリケーション型シンセのDAW連携規格ReWireを提供、1999年にはスタインバーグ社がソフトウェア音源用プラグイン規格「VSTインストゥルメンツ」を発表するなど、ソフトシンセ製品の連携やモジュール化が進んだ。
1998年、Nemesys社のソフトウェアサンプラーGigasamplerはハードディスクストリーミング技術を実用化し、巨大サンプリング音源の先陣を切った。それまでMacを愛用した音楽スタジオも、Gigasamplerを使うために専用PCを導入するようになり、音楽製作におけるPCシェア変動の一つのきっかけとなった。
一般向け分野では1998年、QuickTime Music SynthesizerやMicrosoft GS Wavetable SW Synthといった、GM／GSフォーマット規格対応の簡易なPCMソフトシンセがOSに付属されるようになり、PCにおけるMIDIデータの演奏が広く一般化した。

### 2000年代
ストレージ容量の増大とともに、ギガバイト単位の大容量サンプルライブラリーが多数登場する。サンプルライブラリーが肥大化する一方で、Modartt社のPianoteqによって省容量な物理モデリングでアコースティックピアノが再現されるといった動きもある。2000年代は、パーソナルコンピュータ領域のソフトシンセが成熟してきた時期でもある。2007年に発売が開始されたアップルのiPhoneなどで使用できるいわゆる「アプリ」の領域において、一般人でもソフトシンセが制作できるようになった。制作されたiTunes Storeを通じてアップロードして誰でも使用でき、なおかつアプリで収入を得る事ができるようにもなった(ただしアプリの制作や扱いに関してはアップルとの事前契約をし、アップルが定める規約に準拠する必要がある)。2010年に発売されたiPadによって、iPad向けに制作された本格的な使用に耐えうるソフトシンセアプリが登場している。
1980年代以来、世界のシンセサイザー市場は現在でも、「ハードウェア領域では」日本の楽器メーカーが一大勢力を築いている。2000年代になり、「ソフトシンセ領域」はNative InstrumentsやPropellerheadなどヨーロッパのベンチャー企業が索引していった。これにより、シンセサイザー全体の勢力地図は大きく塗り替えられていった。日本のメーカーでもそれに対応するような動きを見せているところがある(KORGのiELECTRIBE for iPadやiMS-20 for iPadなど)。

## 概略
1990年代後半からPCの性能が飛躍的に向上したことにより、シンセサイザーの発音回路をPCのソフトウェアでエミュレートすることが可能になった。ソフトシンセは、PCのディスプレイを使用できるため視認性に優れ、音色などのデータ管理が容易であり、場所をとらず、処理能力が許す限り無制限に台数を増やすことができ、温度変化の影響を受けず、コンピュータ内部で完結してデジタル録音できるため音質劣化を回避できる。その価格の安さと利便性により、2000年代になって大いに普及が進んでいる。特に、ソフトウェアDAW環境が実用の域に達すると、それまでコンピュータ導入に積極的ではなかった平均的な音楽製作現場でも、従来の古くて高価な専用アーキテクチャに束縛されやすいミュージックワークステーションからDAW上のソフトウェア楽器に置き換わりつつある。
難点は、コンピュータの性能が要求されること、レイテンシの発生が避けられないこと、専用の物理的な操作パネルがなくPCの管理が必要なため迅速な作業に向かず、専用ハードウェアと比べて堅牢性が劣りやすいこと、などである。物理的な操作パネルの欠如はしばしばMIDIコントローラーやフィジカルコントローラーと呼ばれる汎用の周辺機器によって補完される。他には、日常使用やライブでの使用時における取り回しの煩雑さ、周辺機器の相性問題、ソフトウェア単体製品のクラッキングされ易さが挙げられている。そのため、一体型ハードウェアシンセの利点を活かした、新たなミュージックワークステーション製品も登場している。2000年代後半に登場したコルグ・OASYSとKRONOSは、PC/Linuxプラットフォーム上のソフトウェア・アーキテクチャを採用し、ソフトウェアの追加やアップデートによる機能向上が可能となっている。

## 方式
多くのソフトシンセはそれ単体で発音させることもできるが、実際に音楽制作で使う際には他のソフトと連携させる必要があるため、ホストとなるシーケンサーソフト上でプラグインの形で制御される。現在はオペレーティングシステムやシーケンサーの開発元がそれぞれに提唱した複数の制御方式があり、統一はされていない。汎用規格としてはVST、AU、DXi、特定シーケンサー用規格としてはPro Tools用のAAX・RTAS・TDM、Digital Performer用のMASなどがある。

## バリエーション
アナログ音源（比較的単純なシンセサイザーの発音回路）をソフトに置き換えたもの、ビンテージ楽器をシミュレートしたもの、サンプラーに大別される。

### アナログ音源をソフトに置き換えたもの
バーチャルアナログ音源のソフトウェア版である。音源の構造が比較的簡素であり、要求されるPCの性能もさほど高くない。単純な倍音合成方式から独自の変調方式まで、幅広い個性がある。フリーウェアも含めて多数のソフトが存在する。

### ビンテージ楽器をシミュレートしたもの
ビンテージ楽器をシミュレートしたものは、ソフトシンセが普及するにあたって大きな役割を果たしている。実物は希少ゆえに高価で入手が難しいが、ソフトシンセならば手軽にその音を再現でき、ハードウェアにつきものの故障もない。このカテゴリーのソフトシンセの多くは楽器の発音構造や電子回路そのものを特性まで忠実に再現しており、実物そっくりに描写されたパネルで操作することができる。しかし、実物と音色は似ているが音質は物理音源を用いたバーチャルアナログシンセと同様である。
ハモンドオルガン、ローズ、メロトロンなどの電気楽器、ミニモーグ、プロフェット5、アープ2600などのアナログシンセサイザー、デジタルシンセサイザーのDX7など、名機と呼ばれる鍵盤楽器はほとんどがソフトシンセで再現されている。従来のサンプラーやPCM音源のような「実物の音を録音したもの」との大きな違いはその音の再現方法にある。

### サンプラー
サンプラーは膨大な音色ライブラリーの読み出し・管理と視覚的な編集作業が必要なことから、比較的早い時期にハードウェアからソフトウェアへの転換が図られた。ソフトウェアサンプラーは大容量のハードディスクを使えるのが一番の利点であり、従来では考えられなかった数ギガバイトの容量をもつ高品位なピアノやオーケストラの音色ライブラリーもある。例として生楽器の再現では実物に近づける為に各音程毎にサンプリングする場合があり、演奏する際は瞬時に大容量の波形データを読み出すことになるので高性能のPCが必要となる。
サンプラーと同じ系統のものとして一般的なPCM音源のシンセをソフトウェア化したもの (e.g. ローランド・VSC) もあるが、数は少ない。PC一台にいくつもの音源をインストールできるソフトシンセの世界にあっては、「一台でどんな音色でもボタン一つで出せる」PCMシンセの利点は薄れてしまう。
またギターやドラムなどの単一の生楽器の音色と演奏プログラミングに特化したソフトを、サンプラーに含めることもある。

### その他
その他、特殊なソフトシンセにはサンプルを加工してグラニュラー・シンセシスを行うものや、MetaSynthなど周波数スペクトルから音を合成するもの、ReaktorやMax、SuperColliderなどモジュールやプログラミングにより多様なシンセサイザ回路を構築するもの、Reasonなどのように、一つのアプリケーション内で複数の音源やエフェクターを同時に立ち上げや結線をできるようにしたもの、VOCALOIDなど音声合成により朗読または歌唱を再現するものがある。